# M12 (semovente)
Il Gun Motor Carriage M12 era un semovente d'artiglieria utilizzato dall'esercito americano durante la seconda guerra mondiale.
Il mezzo si basava sullo scafo del carro armato M3 Lee/Grant sul quale potevano essere montati, a seconda della disponibilità, i pezzi da 155 mm M1917, M1917A1 o il cannone M1918M1, versioni americane su licenza del 155 mm L Mle 1917 GPF francese adottato durante la prima guerra mondiale.
Solo il compartimento del conducente era completamente corazzato mentre il resto dell'equipaggio era posizionato in un compartimento a cielo aperto posto nella parte posteriore del mezzo. Per assorbire parte del rinculo del cannone era stata aggiunta nella parte posteriore una pala, come quelle montate sugli escavatori che veniva infissa nel terreno. Queste caratteristiche (compartimento a cielo aperto, pala e pezzo di artiglieria di grosso calibro) diverranno lo standard dei semoventi utilizzati dagli alleati per un lungo periodo.
La produzione totale di questo mezzo fu di cento esemplari dei quali 60 prodotti nel 1942 e quaranta nel 1943.
Il mezzo poteva stivare al suo interno un massimo di 10 colpi, composti da proiettile più carica di lancio.

## Impiego
Nel 1943 gli M12 furono usati solo per addestramento o tenuti in riserva. Prima dello sbarco in Normandia 74 M12 furono sottoposti ad un programma di aggiornamento.
Il mezzo venne utilizzato principalmente come pezzo d'artiglieria per il tiro indiretto contro obiettivi lontani ma, in alcuni casi di attacco a fortificazioni, venne anche impiegato nel tiro diretto.

## M30
Come detto la riserva di colpi trasportati dal semovente era piuttosto limitata. Venne deciso quindi di produrre un secondo semovente, sempre su scafo M3 sprovvisto di pezzo, che venne designato M30. Compito di questo secondo mezzo, che operava in coppia con il semovente, era quello di trasportare sul campo di battaglia l'equipaggio e un'ulteriore riserva di munizioni (40 colpi). Il veicolo era armato anche con una mitragliatrice da 12,7 mm.